# 宇宙文明
宇宙文明（うちゅうぶんめい）は、地球人もしくは異星人による星間文明のこと。SFが好むテーマのひとつであるが、学術的にも、SETI（地球外知的生命体探査）の対象として研究されている。
銀河系に存在する宇宙文明の数を推量する方法として、ドレイクの方程式が知られている。

## カルダシェフによる分類
1964年、ソ連の天文学者、ニコライ・S・カルダシェフは、宇宙に存在しうる技術文明を文明の進展度によって3種類に分類する「文明の三段階進化説」を提唱した。この分類を一般には「カルダシェフ・スケール」「カルダシェフの尺度」と呼称する。端的に表現すると「エネルギー利用量のより多い文明を3段階のグループの中でより高度なグループに分類する評価方法」である。
発達した技術文明は、高度な星間通信能力（交信可能距離r[光年]と送信速度R[bps]で評価）を開発し、運用する能力を獲得するという観点からの分類である。星間通信は技術的な課題だけでなく運用に伴う莫大なエネルギー消費P[W]という難題を有しており、それらに対応できる文明は、各種資源の確保、エネルギーの生産、材料や部品への加工、活動領域の拡張などの文明が実現すべき目標を高度な次元で達成しているとカルダシェフはNHKの番組内で述べている。

### 3分類について定義の引用と具体的内容
from P218
[...]Calculations show that the total quantity of energy expended by all of mankind per second at the present time is about 4×1019 erg,and[...]
In line with the estimates arrived at,it will prove convenient to classify　technologically developed civilizations in three types; Ⅰ- technological level close to the level presently attained on the earth,with energy consumption at ≈ 4×1019 erg/sec. Ⅱ- a civilization capable of harnessing the energy radiated by its own star(for example,the stage of successful construction of a "Dyson sphere");energy consumption at ≈4×1033 erg/sec. Ⅲ - a civilization in possession of energy on the scale of its own galaxy,with energy consumption at ≈4×1044 erg/sec.
Kardashev, Nikolai (1964). "Transmission of Information by Extraterrestrial Civilizations". Soviet Astronomy. 8: 217. Bibcode:1964SvA.....8..217K
（前略）推定によると今この時間に全人類が１秒間で消費したエネルギーの総量は、およそ4×1019[erg]であり、さらに・・・
（中略）
（人類のエネルギー消費は文明が続く限り増加するという）予測に基づくと技術的に発達した文明を3つの類型に分類することが便宜的だと考える。
- タイプI文明

地球上において1964年当時に到達していた水準とほぼ同じの技術レベル
文明のエネルギー消費量{\displaystyle P_{type1}\approx 4\times 10^{19}}[erg/sec]（CGS単位系での表示）
{\displaystyle =4\times 10^{12}}[J/s]（SI組立単位での表示）
{\displaystyle =4\times 10^{12}}[W]
- タイプII文明

恒星が放出するエネルギーを利用できる文明（例えばダイソン球の建設に成功した段階）
文明のエネルギー消費量{\displaystyle P_{type2}\approx 4\times 10^{33}}[erg/sec]
{\displaystyle =4\times 10^{26}}[J/s]
{\displaystyle =4\times 10^{26}}[W]
- タイプIII文明

文明自体が所属する銀河規模のエネルギーを有している文明
文明のエネルギー消費量{\displaystyle P_{type3}\approx 4\times 10^{44}}[erg/sec]
{\displaystyle =4\times 10^{37}}[J/s]
{\displaystyle =4\times 10^{37}}[W]

### 補足
- カルダシェフによる定義では、化石燃料などの従来のエネルギー資源を1964年時点の地球文明が使って利用できたエネルギー量をタイプIのエネルギー使用量{\displaystyle P_{type1}}[W]に用いている。また、タイプII、IIIの場合は「地球が太陽から受け取るエネルギー」を基準にしており、銀河系にはエネルギー源として利用できる太陽規模の恒星が1000億個（1011個）あるという前提に立っている。よって、この定義のもとでは地球の人類文明は1964年の時点でタイプIにカテゴライズされる。

BPによると、2012年度の世界の最終エネルギー消費量は原油換算で12,477[100万トン/年間]である。原油の密度の逆比は1.176[kl-原油/ton-原油]、標準発熱量は38.28[MJ/l-原油]なので、2012年現在の人類の消費エネルギー{\displaystyle P_{man2012}}は
{\displaystyle P_{man2012}=}12,477[100万トン/年間]×106[ton/100万トン]×1.176[kl-原油/ton-原油]×103[l/kl]×38.28[MJ/l-原油]×{\displaystyle {1 \over 365\times 24\times 3600}}[year/s]
{\displaystyle =}1.282×1013[J/s]{\displaystyle =}12.82×1012[W]
{\displaystyle =}12.82×1019[erg/sec] （CGS単位系での表示）
となる。1964年当時と比較して世界のエネルギー使用量が3倍に膨れ上がってもなお、2012年現在、タイプII文明の水準からはほど遠いことが分かる。
- カルダシェフの論文のテーマは、「もしも文明が生産した全てのエネルギーを星間通信に利用したとき、どれだけ遠くの文明とどれだけ高速な無線通信回線を構築できるか」という点にある（後述）。（したがって、分類に用いるエネルギー量Pには最終エネルギー使用量を用いるのがより正確と考えられる。一次エネルギー[8]消費ではロス、つまり、星間通信に用いることができないエネルギー消費もカウントしているため。）

- カルダシェフは「地球のようなタイプIに分類される未熟な文明は、何光年も離れた文明にメッセージを送信しても届かないだろうが、異星人からのメッセージを受信する設備や技術は2、30年もあればできる。だから、タイプII、IIIに分類できるような高度な星間通信能力を持った文明からのコンタクトに期待して、我々人類は高性能の受信施設を建設しようではないか」と主張しているのである。

## 宇宙文明との星間通信
地球外の文明と情報交換を行う試みとしては、アレシボ・メッセージやボイジャー探査機のゴールデンレコード、電波望遠鏡による人工的な電波の探索などSETIプロジェクトに代表される様々な取り組みが行われてきた。
カルダシェフは、1964年に発表した論文の中で送信機の出力Pにより通信可能距離rと通信速度Rが決まることを示し、それを用いて、タイプI～IIIの文明が獲得しうる星間通信の能力について論じた。

### 星間通信能力
受信アンテナの入力雑音に相当する雑音温度を{\displaystyle T_{N}}[K]、交信距離r[m]、送信帯域幅{\displaystyle \Delta f}[Hz]、受信アンテナの有効面積A[m2]、ボルツマン定数ｋ[J/K]とし、雑音による信号の超過が100倍ある状態が通信できる限界であると見なすと、次式が成り立つ。
{\displaystyle 100\times kT_{N}={\frac {PA}{4\pi r^{2}\Delta f}}}
よって、送信機出力P[W]と交信可能距離r[m]、通信速度R[bps]の関係は
{\displaystyle R=\Delta f={\frac {PA}{400\pi r^{2}kT_{N}}}}　・・・・・・・・・・・(1)
この式から分かることは以下のとおりである。

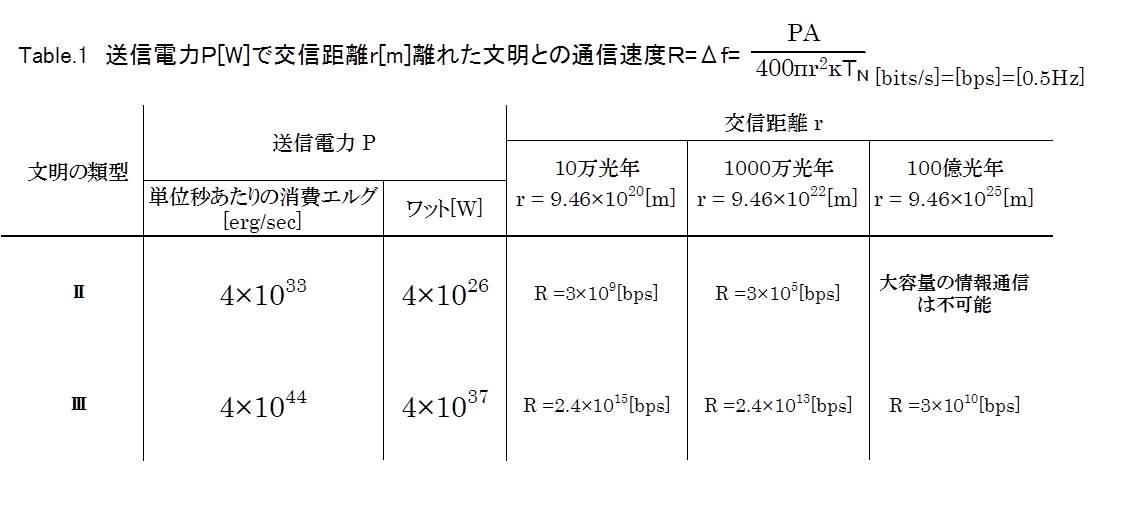
Table１　高度文明の持ちうる星間通信能力

1. 受信側の文明が大きさA[m2]のアンテナを利用しているとき、送信に必要なエネルギーP[W]は、交信距離ｒ[m]の二乗と送信速度R[bps]に比例して大きくなる。
2. 受信アンテナが大きいほど、遠距離かつより低い技術水準の他文明から発せられた通信電波を認識し、その内容を得ることができる。

カルダシェフは、”文明が生産したエネルギー全てP[W]を使って運用する送信設備”を仮定し、A＝105[m2]、{\displaystyle T_{N}}＝１[K]（通信条件により適宜変更している）を(1)式に適用して考察を行った。そして、タイプIに分類される文明（たとえば地球）は何光年も離れた文明にメッセージを送信しても届かず、タイプII、IIIの文明は1000万光年以上はなれた文明とも十分な星間通信を行えると述べている。（Table１）

### 補足
- カルダシェフは受信アンテナの面積A＝105[m2]としているが、これは、おおよそ東京ドーム（46,755m2）2個分の面積と同じ広さである。世界最大の電波望遠鏡は2016年に完成した中国・貴州省の500メートル球面電波望遠鏡(196,000m2)であり、日本最大は長野県佐久市のJAXA臼田宇宙空間観測所(2,827m2)である。

## カール・セーガンによるカルダシェフ・スケールの再定義
カルダシェフ・スケールにより、文明の発展度の基準が定義された。しかし、各年代の地球文明の発展度を相対的に評価することを考慮したものではなかった。

### カルダシェフ文明等級
そこで、カール・セーガンは1973年にカルダシェフ・スケールにカルダシェフ文明等級{\displaystyle K}[-]を導入し、さらにの分類基準となるエネルギー消費量{\displaystyle W}[W]の値を再定義した。
{\displaystyle K={\frac {\log _{10}W-6}{10}}}・・・・・・・・・・・(2)
この定式化よって文明の技術レベルはエネルギー消費量{\displaystyle W}の関数として表現され、各年代の地球文明の技術レベルを実数値{\displaystyle K}で比較することが可能となった。

### 各分類について定義と具体的内容
- I型文明（{\displaystyle K<2}）

文明等級Kが2未満の文明。惑星文明とも称される。I型文明は、1つの惑星上で利用できる程度の規模のエネルギーを余すことなく利用している文明である。地球に降り注ぐ太陽エネルギーは、全部で1.740×1017 [W]になる。この膨大なエネルギーのうち人類が利用できる量は1000[TW]ほどと考えられており、I型文明のエネルギー生産において太陽光エネルギーの利用が重要になると考えられる。地球に文明を営んでいる人類は21世紀初頭現在、この段階にある。(2)式にBPが2007年に算出した世界のエネルギー消費量を入力すると、Kの値は約0.73である。
文明のエネルギー消費量{\displaystyle W_{type1}=10^{16}\sim }
- II型文明（{\displaystyle 2\leq K<3}）

文明等級Kが2～3に該当する文明。II型文明は、惑星が周回する母星たる恒星（人類でいえば太陽）が発散しているエネルギーを全て使える段階にある文明を指す。フリーマン・ダイソンが提唱した、恒星を覆う球殻天体ダイソン球を建造するような文明が、この段階にあると言える。
文明のエネルギー消費量{\displaystyle W_{type2}=10^{26}\sim }
- III型文明（{\displaystyle 3\leq K}）

III型文明は、銀河全体の発するエネルギーを全て使えるような段階の文明である。こうした文明では、銀河全域にまで植民されて巨大な文明が栄えていることであろう。銀河クラスの文明の維持には、恒星間の交流のため、超光速航法や超光速通信の開発も必須である。
文明のエネルギー消費量{\displaystyle W_{type3}=10^{36}\sim }

### 補足
- カルダシェフ自身による定義では『星間通信能力』の観点から文明の技術水準を評価しているが、カール・セーガンによる定義は『エネルギーの生産能力』をより重視した評価基準といえる。

- 物理学者加來 道雄（ミチオ・カク）は、地球の人類文明が各ステージに到達するまでの時間をI型文明：100～200年、II型文明：2～3千年、III型文明：10万年と予測している[10]。一方、カルダシェフはII型文明：3200年、III型文明：5800年と予測している[3]。III型文明に関して見解に大きな隔たりがある。カルダシェフは、人類のエネルギー消費量の増加率が一定であるという前提で算出しており（後述）、これは未来永劫に人類のエネルギー生産拡大に何ら問題を生じないという楽観的な視点に立っている。たとえ問題が生じても高度文明からの技術供与があるかもしれない[3]とも論文中で述べている。一方、カクは、直径が10万光年もある銀河系全体に渡って活動域を広げるということは光速の壁（アインシュタインの特殊相対性理論に基づく限り如何なる物体も光速を超えることはできない）にぶつかるということに他ならず、それゆえ、III型文明への移行には時間を要すると結論付けている。

- 文明等級Kがエネルギー消費量Wの関数であることを利用して地球文明の発展の仕方を予想することができる。カルダシェフは、エネルギー消費量の増加率を年間1%と仮定し、この方法を用いて上記の予測をしている。

以下に、カルダシェフが提示したt年後のエネルギー増加率の計算式を示す。
{\displaystyle x\ll 1}　のとき　{\displaystyle (1+x)^{t}\thickapprox e^{tx}}  ・・・・・・・・・・・(3)
x:消費エネルギーの年間増加率[-] t:経過年[year] e:ネイピア数[-]
カルダシェフは、この式と1964年のエネルギー消費量の積がt年後のエネルギー消費量であるとしている。
ここで西暦{\displaystyle Y}[年]の世界のエネルギー予測消費量を{\displaystyle W_{p}}[W]、西暦{\displaystyle Y_{0}}[年]の世界のエネルギー消費量を{\displaystyle W_{0}}[W]、1964年のエネルギー消費量を{\displaystyle W_{man1964}}[W]とするとカルダシェフの用いた計算は以下の式で一般化できる。
　
{\displaystyle {\begin{cases}t=Y-Y_{0}\\\\W_{man1964}=W_{0}\end{cases}}}　
{\displaystyle W_{p}}は(3)式と{\displaystyle W_{man1964}}の積を上式で置換したものなので
{\displaystyle W_{p}=W_{0}\times (1+x)^{Y-Y_{0}}}
ここで{\displaystyle x\ll 1}ならば
{\displaystyle (1+x)^{Y-Y_{0}}\doteqdot e^{x(Y-Y_{0})}}の近似を適用でき
{\displaystyle W_{p}=W_{0}e^{x(Y-Y_{0})}}・・・・・・・・・・・(4)
(2)、(4)式より
西暦{\displaystyle Y}年の地球文明の予測文明等級{\displaystyle K_{p}}は
{\displaystyle K_{p}={\frac {\log _{10}W_{p}-6}{10}}}
{\displaystyle K_{p}={\frac {\log _{10}\{W_{0}e^{x(Y-Y_{0})}\}-6}{10}}}
{\displaystyle K_{p}={\frac {\log _{10}W_{0}+\log _{10}e^{x(Y-Y_{0})}-6}{10}}}
(予測には上式を用いる。以降は予測値{\displaystyle K_{p}}のグラフ形状が異なる理由、すなわち、各識者の文明発展速度の予測に差が出る理由の説明である。)
ここで底の変換公式より
{\displaystyle \log _{10}\{e^{x(Y-Y_{0})}\}={\frac {\log _{e}e^{x(Y-Y_{0})}}{\log _{e}10}}={\frac {x(Y-Y_{0})}{\log _{e}10}}}なので
{\displaystyle K_{p}={\frac {\log _{10}W_{0}+{\frac {x(Y-Y_{0})}{\log _{e}10}}-6}{10}}={\biggl (}{\frac {x}{10\log _{e}10}}{\biggr )}\centerdot Y+\left({\frac {\log _{e}10\log _{10}W_{0}-xY_{0}-6log_{e}10}{10\log _{e}10}}\right)}
再び、底の変換公式を適用して
∴{\displaystyle K_{p}={\biggl (}{\frac {x}{10\log _{e}10}}{\biggr )}\centerdot Y+{\biggl \{}{\frac {\log _{10}(W_{0}-e)-xY_{0}-6log_{e}10}{10\log _{e}10}}{\biggl \}}}
変数{\displaystyle Y}が含まれない、すなわち定数となる箇所に注目して実数a,bを用いて置換する。
{\displaystyle a={\biggl (}{\frac {x}{10\log _{e}10}}{\biggr )}}
{\displaystyle b={\biggl \{}{\frac {\log _{10}(W_{0}-e)-xY_{0}-6log_{e}10}{10\log _{e}10}}{\biggl \}}}
上記より
{\displaystyle K_{p}=aY+b}・・・・・・・・・・・(5)
a,bは定数なので(5)式より{\displaystyle K_{p}}は傾きa、{\displaystyle K_{p}}切片がbである{\displaystyle Y}の一次関数（直線）と見みることができる。
つまり、カルダシェフのようにエネルギー消費量の増加率が100%より十分に小さく不変であるという仮定をすれば、年代ごとの文明等級の値のグラフは直線状になる。一方、エネルギー消費量の増加率が変わる仮定（技術革新が起こる、資源の枯渇によってエネルギーの生産量が減少するなど）のもとでは直線状になるとは限らない。

## カルダシェフ・スケールに対する批判
一方、カルダシェフ・スケールは文明の水準を評価する尺度としてふさわしくないとする批判もある。
- 「人類は、人類文明より高度な文明について知りえてることはないのだから地球外の文明がどのような活動を行っているのかを予測できない。だから、カルダシェフ・スケールは地球外の文明の分類には妥当でないかもしれないし、有用でないかもしれない。」という主張がある。
- 「カルダシェフ・スケールでの評価を上げるには更なる発展が必要であり、どれだけ大規模にエネルギーを利用できるようになったとしても、そのエネルギーを効率的に利用する相応の能力がエネルギーを生産する能力と同様に発達することを意味しない」という主張が効率の観点からなされてる。

## フィクションにおける宇宙文明
I型文明
II型文明
III型文明
銀河連邦、銀河帝国（→ 各項目を参照）